# Tribus
| Biologisk klassifikation                                                             |
| ------------------------------------------------------------------------------------ |
| Domæne Rige Række / Division Klasse Orden Familie Tribus Slægt Art Underart Varietet |

Inden for biologi er tribus en taksonomisk rang over slægt, men under familie og underfamilie. Den kan inddeles i undertribusser.
Inden for zoologi er et eksempel tribussen Tetraonini (skovhøns). Standardendelsen for en zoologisk tribus er "-ini".  Endelsen for en undertribus er "-ina".
Inden for botanik er slægten horndrager en del af tribussen Orchideae. Standardendelsen inden for botanik er for en tribus "-eae" og for en undertribus "-inae".